# John Arderne
John de Arderne (1307–1392) fue un cirujano inglés y uno de los primeros de su tiempo en desarrollar tratamientos eficaces. Es considerado uno de los padres de la cirugía, descrito por algunos como el primer cirujano de Inglaterra y por otros como el primero "destacado" del país. Muchos de sus tratamientos aún se utilizan hoy en día. Arderne ayudó tanto a los ricos como a los pobres. Su opinión sobre los honorarios era que los hombres ricos debían pagar lo máximo posible, mientras que a los pobres debía tratarlos sin costo. Sus remedios para enfermedades se consideran avanzados para su época.
Arderne recomendaba el uso de opio como soporífero y como anestésico externo, para que el paciente "durmiera y no sintiera el corte". En su documento sobre la fístula anal, Arderne no solo describió sus procedimientos operativos, sino también un código de conducta para el médico ideal.
En su juventud, residió en Newark-on-Trent y se cree que también pudo haber vivido en Nottingham. Se piensa que asistió a la Universidad de Montpellier, donde estudió las obras de los antiguos. Para 1370, ya estaba en Londres, donde se cree que fue admitido como miembro del Gremio de Cirujanos. Participó en la Guerra de los Cien Años (1337–1360), en el ejército de Enrique de Grosmont, I duque de Lancaster y Juan de Gante. También luchó en el sitio de Algeciras (1342-1344), una de las primeras batallas europeas en usar pólvora; las heridas que observó allí influyeron en sus escritos médicos durante tres décadas. Se autodenominaba Maestro Cirujano en sus obras.
Desarrolló varios tratamientos para caballeros, destacando uno para una afección conocida como "fístula anal", una dolencia caracterizada por un gran y doloroso bulto entre la base de la columna vertebral y el ano, causada por largos períodos de tiempo sentado en un caballo. Logró extirpar con éxito este bulto y describió cómo hacerlo en un documento histórico que aún se conserva. En términos técnicos, esta fístula, sin considerar la definición estricta de la palabra, se entiende como un absceso localizado en o dentro del intestino recto. Si este absceso se descuida tras su ruptura, puede volverse calloso y convertirse en una verdadera "fístula". (Esta condición es ahora conocida como fístula sacrococcígea o quiste pilonidal.) También creó un ungüento para heridas de flechas y clisteres compuestos de cicuta, opio y beleño en 1376.
En 1392, Arderne falleció a los 85 años. No dejó herederos en su testamento.